# Erik Killmonger
N'Jadaka, alias Erik Killmonger est un super-vilain évoluant dans l'univers Marvel de la maison d'édition Marvel Comics. Créé par le scénariste Don McGregor et le dessinateur Rich Buckler, le personnage de fiction apparaît pour la première fois dans le comic book Jungle Action (en) (vol. 2) #6 en septembre 1973.
Erik Killmonger est l'un des ennemis jurés de T'Challa, alias la Panthère noire, le souverain du Wakanda.
Le personnage a été adapté au cinéma dans le film Black Panther (2018), interprété par l'acteur Michael B. Jordan.

## Historique de la publication
Le personnage d'Erik Killmonger apparaît pour la première fois dans l'histoire « Panther's Rage », initialement parue dans Jungle Action (en) (vol. 2) #6-8 de septembre 1973 à janvier 1974, créé par le scénariste Don McGregor et le dessinateur Rich Buckler.
Il apparaît par la suite dans Jungle Action (vol. 2) #12-18 (novembre 1974-novembre 1975), Iron Man Annual #5 (1982), Over the Edge #6 (avril 1996), Black Panther (vol. 3) #13 (décembre 1999), #15-16 (février-mars 2000), #18-21 (mai-août 2000), Deadpool #44 (septembre 2000), Black Panther (vol. 3) #23-25 (oct.-décembre 2000), #60 (juillet 2003) et Black Panther (vol. 4) #35-38 (mai-septembre 2008).
Le personnage d'Erik Killmonger est inclus dans une entrée du livre de référence All-New Official Handbook of the Marvel Universe AZ #6 (2006).

## Biographie du personnage

### Origines
Originaire du Wakanda, Killmonger nait sous le nom de N'Jadaka. Quand le super-vilain Ulysses Klaw et ses mercenaires attaquent le Wakanda, ils pressent le père de N'Jadaka de les aider. Une fois la défaite de Klaw consommée, le père de N'Jadaka meurt et sa famille est exilée.
N'Jadaka finit à Harlem dans la ville de New York. Il nourrit une haine contre le super-vilain et T'Chaka, le roi qui l'a exilé. Il change son nom pour Erik Killmonger et étudie au Massachusetts Institute of Technology (MIT), désespérant de venger la mort de son père.
Il contacte finalement le roi T'Challa (fils de T'Chaka) et est rapatrié au Wakanda, s'installant dans un village qui changera plus tard son nom en « N'Jadaka Village » en son honneur. Il devient un subversif, caressant l'espoir de débarrasser le Wakanda de ce qu'il nomme des influences culturelles « colonialistes blanches » et de rendre entièrement le pays à ses anciennes voies.
Il profite alors des absences fréquentes de la Panthère noire (T'Challa) en Amérique avec les Vengeurs pour organiser un coup d'État, avec l'aide du Baron Macabre (en). Killmonger kidnappe Monica Rambeau et la fait torturer. Dans un excès de rage, cette dernière le tue en passant à travers son corps. Plus tard, le Mandarin réclame son corps.

### Résurrection
En utilisant ses anneaux, le Mandarin parvient à faire revenir Killmonger à la vie.
Killmonger retourne voir son amante et alliée, Madame Slay (Madam Slay), puis les deux partenaires complotent pour tuer la Panthère noire. Pendant que Tony Stark visite le Wakanda, Madame Slay drogue Jim Rhodes, garde du corps de l'industriel, et l'emmène prisonnier. Croyant avoir tué la Panthère noire, Killmonger blâme Rhodes et Stark de cet assassinat afin de susciter le ressentiment et des Wakandais. Toutefois, le roi du Wakanda revient et révèle qu'il avait truqué sa mort en utilisant un Life Model Decoy (en) (LMD), un sosie robotique. Le héros vainc Killmonger. Le Mandarin retire alors sa bague, et Killmonger redevient un squelette inanimé.
Ultérieurement, les disciples de Killmonger ressuscitent à nouveau leur chef. Celui-ci se heurte à T'Challa à de nombreuses reprises.

### Prise de contrôle du Wakanda
Dans la foulée de la tentative de renversement de Wakanda par le sorcier Rehendend Achebe, alors que T'Challa est absent et que le pays est laissé à son régent Everett K. Ross (en), Killmonger tente de prendre le contrôle du pays par l'intermédiaire de son économie, forçant T'Challa à l'arrêter. Les deux ennemis s'affrontent dans un combat rituel vicieux sur le droit de gouverner le pays. Killmonger réussit finalement à vaincre T'Challa et à obtenir le statut de Panthère noire.
Il garde le contrôle du Wakanda pendant un certain temps et tente même d'hériter du statut de T'Challa au sein des Vengeurs. Cependant, alors qu'il subit le rite d'ascension nécessaire pour cimenter sa position, son corps réagit violemment à l'herbe en forme de cœur qu'il doit consommer : elle est toxique pour tout être autre que la lignée royale. Plutôt que le laisser mourir, T'Challa épargne son rival. Killmonger est finalement sorti du coma, reprenant ainsi sa position de chef sur le Wakanda.
T'Challa est de nouveau le seul dirigeant du Wakanda quand Killmonger refait surface et prend le contrôle du pays voisin, le Niganda. Lors d'un duel ultérieur avec T'Challa, Killmonger est tué par Monica Rambeau, qu'il avait précédemment capturé et emprisonné. Le jeune fils de Killmonger est vu pour la dernière fois jurer vengeance contre la Panthère noire, tout comme T'Challa l'avait fait des années plus tôt après la mort de son propre père.

## Pouvoirs, capacités et équipement
À l'origine, Erik Killmonger ne possédait aucun super-pouvoir. Depuis qu’il a ingéré l’herbe magique du Wakanda qui pousse sur le Mont Kanda, son corps s’est lentement, bien que difficilement, adapté. Il peut désormais voir de nuit aussi bien que de jour et son endurance et ses capacités de pistage ont été améliorées, faisant de lui l’égal de la Panthère noire dans ces domaines.
En complément de ses pouvoirs, Killmonger est un expert au combat à main nues et en arts martiaux. Doté d’une intelligence exceptionnelle, c'est un stratège accompli qui maîtrise des domaines aussi variés que l’ingénierie ou l’économie.
Il possède une paire de bracelets émettant des rayons énergétiques, qui dispose en outre d’appareils de communication de pointe avec affichage à cristaux liquides. Son uniforme est doté de pointes acérées enduites de poison, qui peuvent ainsi affecter ses ennemis.
Il est souvent vu accompagné de léopards plus ou moins dressés, parmi lesquels Prey, qui obéit au moindre de ses ordres.

## Apparition dans d'autres médias

### Cinéma
Erik Killmonger apparaît dans le film Black Panther (2018) où il est interprété par Michael B. Jordan. Dans cette version, il s'agit d'un soldat noir américain nommé Erik Stevens qui a gagné le surnom « Killmonger » (« qui répand la tuerie ») en raison de ses nombreux ennemis tués. Stevens est le fils de N'Jobu, frère de T'Chaka, le dirigeant du Wakanda. N'Jobu vivait avec son fils aux États-Unis mais trouva la mort lors d'une confrontation dans son appartement d'Oakland avec T'Chaka, après avoir volé du vibranium.
Une fois adulte, Killmonger complote pour ravir le trône à T'Challa, fils de T'Chaka, en vue de réaliser le plan de son père en fournissant des armes wakandaises aux personnes d'ascendance africaine, disséminées dans le monde entier. Pour ce faire, Erik parvient à la frontière du Wakanda avec le corps d'Ulysses Klaue qu'il a assassiné, pour que la tribu de la Porte, gardienne des frontières, lui apporte son soutien. Il approche ainsi le roi T'Challa et le défie en duel. Bien que Killmonger semble parvenir à tuer T'Challa, celui-ci survit et se représente devant Killmonger, décidé à lui barrer la route. Killmonger refuse de relever le défi et invalide ainsi immédiatement sa prétention au trône. Une partie de la garde royale se retourne contre lui et tente de le neutraliser, tandis qu'une autre partie va aider le roi face aux tribus rebelles.
Durant l'insurrection qui en résulte, la tribu frontalière alliée de Killmonger est vaincue, tandis que Killmonger lui-même est mortellement blessé par T'Challa. Il emmène Killmonger à la sortie de la mine, d'où ils peuvent admirer un coucher de soleil sur le Wakanda, que le père de Killmonger avait décrit comme le plus beau du monde. Avant de mourir, Killmonger demande à T'Challa de jeter son corps dans l'océan, afin de retrouver ses ancêtres esclaves qui s'étaient jetés à la mer plutôt que de vivre enchaînés, déclarant la mort supérieure à la captivité.
Il réapparaît dans la suite Black Panther : Wakanda Forever (2022) où il rencontre Shuri dans le Plan Ancestral après que cette dernière ait ingéré une Herbe-Coeur de synthèse. Affirmant, malgré les protestations de Shuri, qu'ils sont tous les deux animés par la vengeance, Killmonger lui demande si elle a l'intention d'affronter Namor avec honneur comme l'aurait fait T'Challa ou pour le tuer de sang-froid. Finalement, lors de l'affrontement final, Namor se retrouve à la merci de Shuri mais elle finit par l'épargner et l'inicite à ce que leurs peuples respectifs deviennent alliés. L'acceptation de Namor permettra ainsi à Shuri de ne pas devenir un assassin comme l'était Killmonger.

### Série télévisée
Erik Killmonger est le protagoniste de l'épisode 1x6 de la série animée d'anthologie What If...? diffusée sur Disney+. Au sein de cet épisode intitulé Et si... Killmonger avait sauvé Tony Stark ?, Killmonger, dans un univers parallèle, devient le bras droit de Tony Stark et empêche la naissance d'Iron Man.

### Jeux vidéo
- Le personnage apparaît comme un personnage jouable dans le pack DLC Black Panther pour Avengers de Lego Marvel[Lequel ?].
- Il apparaît comme un personnage jouable dans Lego Marvel Super Heroes 2, doublé par Damian Lynch.
- Erik Killmonger, comme vu dans le film Black Panther, apparaît comme un personnage jouable dans Marvel: Future Fight.
- Erik Killmonger, comme vu dans le film Black Panther, apparaît comme un personnage jouable dans Marvel: Contest of Champions.

### Musique
Erik Killmonger est mentionné dans la chanson King's Dead de la bande originale du film Black Panther (2018). La chanson est composée par les rappeurs Jay Rock, Kendrick Lamar et Future.